# 금동연가7년명여래입상
금동연가7년명여래입상(金銅延嘉七年銘如來立像)은 고구려 때 만든 금동 불상으로 1963년에 경상남도 의령군 대의면 하촌리에서 발견되었다. 1964년 3월 30일 대한민국의 국보 제119호로 지정되었다.

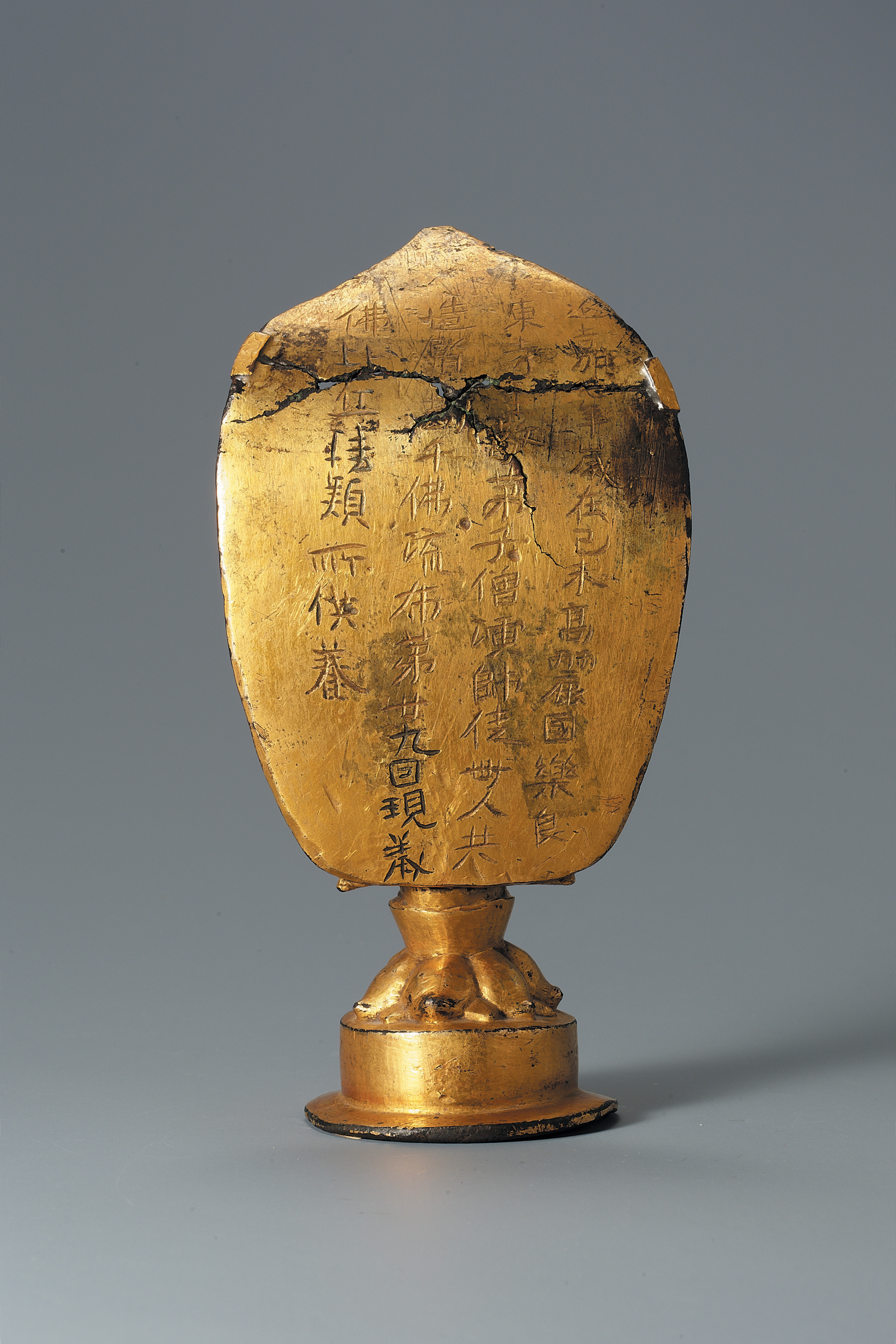
금동연가칠년명여래입상 뒷면

이 금동불상은 원형의 연화문 대좌(蓮花紋臺座) 위에 직립한 자세의 석가여래(釋迦如來) 입상(立像)인데 광배(光背)에 운용문(雲龍紋)이 새겨져 있고, 희귀하게 배면에는 4행 47자의 명문(銘文)이 각자(刻字)되어 있다.
전신 높이 16.2 cm, 불상 높이 9.1 cm, 광배 높이 12.1 cm, 좌대 높이 4.1cm인 이 금동여래상(金銅如來像)은 흔히 발견된 불상과는 달리 연가 7년(延嘉七年, 539년)의 연대까지 뚜렷하게 각자(刻字)되어 있는 점이 특징이며, 훼손된 부분이 거의 없는 상태로서 국립중앙박물관에 보존되어 있는 상태이다.
육계는 낮고 머리는 나발이다. 눈은 퉁퉁 부어오른 것 같으며 세부 묘사는 생략했다. 긴 얼굴에 입과 코가 작고 고식(古式)의 미소가 나타나 있다. 귀는 직사각형의 둥근 널빤지 모양을 보이는데 이것도 고식이다.

## 명문
광배의 뒷면에는 총 4행 47자의 글귀가 한자로 새겨져 있다.
 
延嘉七年歲在己未 高麗國樂良
東寺 主敬弟子僧演師徒卌人共
造賢劫千佛流布 第廿九因現義
佛 比丘法穎所供養

연가 7년 기미년 고려국(고구려) 낙양(樂良: 평양)의
동사(東寺) 주지스님 경(敬)과 그 제자 승려 연(演)을 비롯한 사도 40인이 함께
현겁천불(賢劫千佛)을 조성하여 유포하기로 하였는데
제29불 인현의불(因現義佛)은 비구 법영(法穎)이 공양하는 바이다.

## 도난
금동 연가7년명 여래입상은 1967년 10월 24일 도난되었다가 12시간만에 회수되었다.

## 같이 보기
- 연가 (연호)